# Gunsho Ruijū

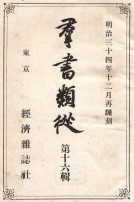
Page de garde du seizième volume (édition de 1901)

Le Gunsho Ruijū (群書類從), japonais moderne 群書類従, « Collections classées de classiques japonais ») est la plus importante collection de sources littéraire et historiques japonaises.

## Recueil
La monumentale collection commence après l'achèvement par les annales officielles de l'empire  par l'aveugle Hanawa Hokiichi (塙 保己一; 1746–1821) avec le soutien du bakufu.
La première série paraît en 1819 après quarante ans de travail. Elle est divisée en 25 groupes thématiques avec les textes complets de 1270 œuvres. Une édition imprimée moderne est publiée en 19 volumes de 1894 à 1912. Bibliographiquement elle fait partie de la collection Gunsho Kaidai (30 volumes) qui paraît à partir de 1953. La collection a servi comme base de ses traductions au japonologue allemand Hermann Bohner (de).
Une deuxième série, publiée par Hanawa Tadatomi (塙 忠宝), le fils de Hokiichi, paraît à partir de 1821. Elle donne sous le titre Zoku Gunsho Ruijū les textes de 2 103 autres titres. Deux Zoku Zoku Gunsho Ruijū paraissent à titre de compléments. Le premier comprenant 16 œuvres est publié en 1903-4 en 5 volumes. Le second paraît entre 1906 et 1909 et présente 304 sources en 16 volumes.
Une autre collection source commencée par Hanawa Tadatomi est le Dai-Nippon-shiryō, publié par l 'Université impériale de Tokyo à partir de 1901. Son but est de fournir une documentation sur l'histoire millénaire de 887 à 1867.

## Éditions et Suppléments
- Gunsho-ruijū. Tokio 1894-, Keizai Zasshisha
- Shinkō Gunsho-ruijū. Tokio 1936, Naigai Shoseki, 2 volumes
- Gunsho-ruijū seizoku bunrui sōmoku. Tokio 1959, 410 pages (Catalogue systématique des collections principales et complémentaires)
- Mozume Takami (éditeur): Gunsho sakuin 群書索引. Tokio 1928, Kobunko Kankōkai (Konkordanz), 3 volumes
- vom zu diesem Zweck gegründeten Verlag: Zoku-gunsho-ruijū Kanseikai (續群書類從完成會)
  - Zoku-Gunsho-ruijū. Tokio 1923-30, 72 volumes
  - Gunsho-kaidai (群書解題). Tokio 1960-7, 22 vol. en 30 Volumes
  - Gunsho kaidai sōmokuji (群書解題総目次). Tokio 1967 (Index, édition 1960)

## Source de la traduction
- (de) Cet article est partiellement ou en totalité issu de l’article de Wikipédia en allemand intitulé « Gunsho Ruijū » (voir la liste des auteurs).
- Notices d'autorité :   - VIAF
  - LCCN
  - Japon
  - WorldCat